# یاروسلاویتسه
یاروسلاویتسه (به چکی: Jaroslavice) یک منطقهٔ مسکونی در جمهوری چک است که در ناحیه زنویمو واقع شده‌است. یاروسلاویتسه ۱۵٫۷۸ کیلومتر مربع مساحت و ۱٬۲۶۷ نفر جمعیت دارد و ۱۸۹ متر بالاتر از سطح دریا واقع شده‌است.